# Joan J. Guinovart
Joan Josep Guinovart Cirera (Tarragona, España; 3 de julio de 1947 - 1 de enero de 2025) fue un científico español. Fue licenciado en Farmacia por la Universidad de Barcelona (1969), doctorado en 1973, y posteriormente estuvo en el departamento de farmacología de la Universidad de Virginia (1974-1975). Desde el año 2005 dirigió el Instituto de Investigación Biomédica de Barcelona.

## Biografía
Especializado en bioquímica clínica, de 1978 a 1980 trabajó en el Hospital de Bellvitge y de 1980 a 1985 fue jefe del servicio de análisis clínicos de la Seguridad Social. Al mismo tiempo, era profesor de bioquímica en la Facultad de Farmacia de la Universidad de Barcelona (1975-1983) y catedrático de Bioquímica y Biología Molecular en la Universidad Autónoma de Barcelona (1986-1990) y en la Universidad de Barcelona (1990- ), donde desempeñó el cargo de director del departamento de 1995 a 2001.
De 1988 a 1991 fue coordinador del Área de Biología Molecular y Celular de la Agencia Nacional de Evaluación y Prospectiva (ANEP). Ha sido director general del Parque Científico de Barcelona, de 2001 a 2005. En 1999 fue nombrado miembro de la Comisión Asesora de Ciencia y Tecnología de la Generalidad de Cataluña y del Consejo Asesor para la Ciencia y Tecnología. En 1983 recibió el premio August Pi i Sunyer del Instituto de Estudios Catalanes y en 1998 recibió la Medalla Narcís Monturiol al mérito científico de la Generalidad de Cataluña.
Su área de investigación se centró en el metabolismo del glucógeno (un hidrato de carbono que se encuentra en diversas partes del cuerpo), con especial énfasis en el estudio de sus alteraciones en la diabetes y en enfermedades neurodegenerativas y también en nuevos agentes antidiabéticos.
Desde 2005 dirigió el Instituto de Investigación Biomédica. También presidió la Confederación de Sociedades Científicas de España (COSCE), fue miembro de la Real Academia de Farmacia (2006) y desde 2008 senador legado de Tarragona, ciudad de la que en 2007 fue nombrado hijo predilecto.
La Generalidad de Cataluña le otorgó la Creu de Sant Jordi en 2014.

## Obras y colaboraciones
- Análisi cinético de la glucógeno sintetasa de hígado de rana y su regulación, Universidad de Barcelona, Departamento de Bioquímica, (1973)
- Estudi de les proteïno-quinases independents d'AMP cíclic de fetge de rata (1983) Instituto de Estudios Catalanes, ISBN 847283042X (Ganador de la V Borsa d'estudi - Societat Catalana de Biología)
- Estudi de la regulació de l'expressió i de la secreció d'amilina a l'illot pancreàtic, Universidad de Barcelona. Departamento de Bioquímica y Biología Molecular (Divisió III), (1996)
- Temes de bioquímica: treballs de recerca, Edicions Universitat de Barcelona, 2000, ISBN 8483381974
- De la investigación básica al descubrimiento de fármacos: discurso del Excmo. Sr. D. Joan Josep Guinovart Cirera leído en la sesión del 26 de octubre de 2006 para su ingreso como Académico de Número y contestación de la Exma. Sra. Dña. María Teresa Miras Portugal, Instituto España, (2006)
- El programa Fullbright: Medio siglo de programas culturales y científicos con Estados Unidos, Universidad Complutense de Madrid, (2008).[7]
- La Biomedicina, una àrea de futur per a la farmàcia catalana, Real Academia de Farmacia de Cataluña, (2010)
- El farmacéutico y la industria alimentaria: discurso del Excmo. Sr. D. Josep Ma Ventura Ferrero leído en la sesión del 15 de septiembre de 2011 para su ingreso como académico correspondiente, y presentación del Excmo. Sr. D. Joan Guinovart Cirera, Real Academia Nacional de Farmacia, (2011)